# Vrmbaje
Vrmbaje (cyr. Врмбаје) – wieś w Serbii, w okręgu morawickim, w gminie Ivanjica. W 2011 roku liczyła 304 mieszkańców.